# Kernevælger
En kernevælger er en vælger, som stemmer på det samme parti ved hvert valg, modsat marginalvælgeren, som tager stilling fra valg til valg.

## Historie
Historisk har kernevælgeren været den typiske vælger, idet de 'gamle' partier Socialdemokraterne, Det Radikale Venstre, Det Konservative Folkeparti og Venstre appellerede til hver sin specifikke gruppe af vælgerkorpset, hhv. arbejderklassen, de intellektuelle og husmændene, de selvstændige erhvervsdrivende og bønderne. I takt med  informationssamfundets fremkomst i sidste halvdel af det 20. århundrede blev flere og flere vælgere marginalvælgere. En tendens, der meget tydeligt blev illustreret ved jordskredsvalget i 1973, hvor en fjerdedel af vælgerne stemte på et parti, der ikke tidligere var repræsenteret i Folketinget.
| Valg | Spire Denne valgsartikel er en spire som bør udbygges. Du er velkommen til at hjælpe Wikipedia ved at udvide den. |